# ARM Abasolo (F-212)

La Fragata ARM Abasolo (F-212) es un barco de la Armada de México donada por la Armada de los Estados Unidos con el nombre de USS Marvin Shields (FF-1066). A su llegada a la Armada de México se le otorga el nombre de ARM Abasolo (F-212) en honor a Mariano Abasolo.
- Datos: Q7871576
- Multimedia: USS Marvin Shields (FF-1066) / Q7871576